# Sérénade KV 320
« Posthorn » ou « Cor de postillon »
La Sérénade no 9 en ré majeur KV 320, dite «Posthorn» ou «Cor de postillon», est une œuvre de Wolfgang Amadeus Mozart qui a été écrite à Salzbourg en 1779. Le manuscrit est daté du 3 août 1779 et était destiné à l'université pour la cérémonie «finalmusik» de cette année. Cette sérénade est associée aux Deux marches en ré majeur KV 335/320a.

## Instrumentation
| Instrumentation de la Sérénade no 9 en ré majeur |
| Cordes |
| Violons I Violons II Altos Violoncelles |
| Bois |
| 2 flûtes dans les mouvements 3 et 4 (solistes dans le 4e), 1 flûte à bec dans le Trio du premier menuet (soliste), et dans le Trio II 2 hautbois, 2 bassons                                       |
| Cuivres |
| 2 cors en ré dans les mouvements 1, 2, 5, 6, 7, en sol dans les mouvements 3, 4, tacet dans les Trios 2 trompettes en ré dans les mouvements 1, 2, 6, 7, 1 cor de postillon en la dans le Trio II |
| Percussions |
| timbales en ré et la dans les mouvements 1, 2, 6, 7 |

## Structure
La sérénade est composée de sept mouvements:
1. Adagio maestoso (6 mesures) - Allegro con spirito, en ré majeur, à , 372 mesures
2. Minuetto : Allegretto, en ré majeur, Trio en la majeur, à 
, 44 + 16 mesures,  dans le Trio cordes seules avec une flûte et un basson solistes
3. Concertante: Andante grazioso, en sol majeur, à 
, 175 mesures, soli de flûtes et hautbois, avec une cadence à la mesure 133
4. Rondeau: Allegro ma non troppo, en sol majeur, à 
, 244 mesures
5. Andantino en ré mineur, à 
, 91 mesures, 2 sections répétées 2 fois (mesures 1 à 35, mesures 36 à 91)
6. Minuetto - Trio I & II, en ré majeur (Trio II en la majeur), à 
, 24 + 16 + 32 mesures, Trio I: flûte à bec soliste et cordes, Trio II: cor de postillon, hautbois et cordes
7. Finale: Presto, en ré majeur, à , 297 mesures

Les mouvements Concertante et Rondeau contiennent des sections concertantes pour la flûte et le hautbois.
Le premier trio du second menuet contient un solo de flûte à bec (ou piccolo) joué accompagné par les cordes. Le second trio du second menuet contient un solo pour le cor de postillon. C’est ce solo qui donne son nom à la sérénade.
La durée d’exécution est d'environ 45 minutes.

## Source
- (en) Cet article est partiellement ou en totalité issu de l’article de Wikipédia en anglais intitulé « Serenade No. 9 (Mozart) » (voir la liste des auteurs).